# 巴哈马共和主义
巴哈马共和主义是巴哈马的一项政治运动，旨在以总统取代君主，作为国家元首。自至少2002年以来，这一想法便已被提出，在2021年巴巴多斯改行共和制以及2022年伊丽莎白二世女王去世后，相关讨论再次升温。